# Bertric-Burée
Bertric-Burée é uma comuna francesa na região administrativa da Nova Aquitânia, no departamento Dordonha. Estende-se por uma área de 17 km². Em 2010 a comuna tinha 442 habitantes (densidade: 26 hab./km²).